# مستهلك ثقافي
المستهلك الثقافي هو الشخص الذي يركز اهتمامه بشغف على الفنون، والكتب، والموسيقى، والأحداث الثقافية الحالية في مجتمع ما. ومع ظهور التقنيات التعبيرية، سخر المستهلك الثقافي الإنترنت لتغذية مجهوداته الإبداعية. وقد صاغت هذا المصطلح [بحاجة لمصدر] المؤلفة باتريشيا مارتن (Patricia Martin) في كتابها، رينجين (RenGen): نشأة المستهلك الثقافي وما يعنيه بالنسبة لأعمالك (The Rise of the Cultural Consumer and What It Means For Your Business)، الذي ذكرت فيه أن تقارب الفنون، والتقنية والترفيه يعيد تشكيل المستهلك الأمريكي.
هذا النوع الجديد من المستهلكين يقدّر الإبداع، والتصميم وقوة القيم الشخصية. وسيقوم هؤلاء المستهلكون بالتوجه للشركات التي يمكنها أن «تقدم عرضًا لحل مشكلة، وفعل مصلحة، وتقديمها بشكل جميل» (مارتن، 2007، الجزء 87). كما أنهم يبحثون أيضا عن المنتجات التي تقحم الحواس كوسيلة لتمييز الحقيقة. وبعبارة أخرى، إنهم يصدّقون ما يمكنهم تجربته. فالمصداقية أمر بالغ الأهمية، والقصص والصور وسائل قوية لإيصال الرسائل.
على الرغم من أن المستهلكين الثقافيين كانوا في وقت من الأوقات يمثلون شريحة ضئيلة من السكان، إلا أنه قد اتسعت هذه المجموعة بشكل سريع من خلال سهولة الوصول للتقنية والإنترنت. تشير الأبحاث الأخيرة أن هؤلاء المستهلكين متصلون، ويتصفون بالنشاط في مجتمعاتهم ولديهم روح الإبداع. بالإضافة إلى أنهم "يتطلعون إلى اعتبارهم أشخاصًا مفكرين ومعبرين عن كونهم مجرد أهداف سوق شاملة.”